# Albert III. Habsburški
Albert III. (Beč, između 18. studenog 1349. i 16. ožujka 1350. ili 9. rujna 1349. ili 1350. – Laxenburg, 28. ili 29. kolovoza 1395.) zvan Albert s pletenicom bio je kao Albert VII. grof od Habsburga. Vladao je od 1365. do 1395. nad Austrijskim Vojvodstvom te s prekidima nad vojvodstvima Štajerska, Koruška, Kranjska te nad grofovijom Tirol. Ujedno je vladao i nad drugim posjedima koji su bili u vlasništvu njegove dinastije. Često je bio u nestašici novca zbog ratnih pohoda kojima je povećao svoj teritorij te zbog unutarobiteljskih sukoba, ali se njegova vladavina smatra razdobljem blagostanja, pogotovo za Austrijsko Vojvodstvo. On glasi kao utemeljitelj bečkog sveučilišta jer ju se opremio s bogoslovnim fakultetom.